# Автовіа A-3
Автовіа A-3 (також називається Autovía del Este) (вал. Autovia de l’Est) — іспанська автомобільна дорога, яка починається в Мадриді та закінчується у Валенсії. Це найкоротша з шести радіальних автовіас[що?], що йдуть від Мадрида, довжиною 355 км, і весь маршрут утворює повну європейську трасу E901, дорогу класу B у міжнародній мережі доріг E.

## Розділи
| # | Від                   | до                    | Довжина   | Сигнал      |
| - | --------------------- | --------------------- | --------- | ----------- |
| 1 | Мадрид                | Рівас-Васіамадрід     | 22.38 км  | A-3 / E 901 |
| 2 | Рівас-Васіамадрід     | Арганда дель Рей      | 5.43 км   | A-3 / E 901 |
| 3 | Арганда дель Рей      | Таранкон              | 59,59 км  | A-3 / E 901 |
| 4 | Таранкон              | Мотілла дель Паланкар | 130,67 км | A-3 / E 901 |
| 5 | Мотілла дель Паланкар | Утіель                | 69.23 км  | A-3 / E 901 |
| 6 | Утіель                | Рекена                | 14.54 км  | A-3 / E 901 |
| 7 | Рекена                | Валенсія              | 67,56 км  | A-3 / E 901 |

## Великі міста на шляху
- Мадрид
- Арганда дель Рей
- Таранкон
- Гонрубія
- Мотілла дель Паланкар
- Мінгланілла
- Утіель
- Рекена
- Буньоль
- Честе
- Валенсія